# Amolops chaochin
Amolops chaochin — вид жаб родини жаб'ячих (Ranidae). Описаний у 2021 році.

## Назва
Видовий епітет chaochin названо на честь професора Чен-Чао Лю (1900—1976) та його дружини професора Шу-Чін Ху (1914—1992), поєднуючи останні слова їхніх імен «Чао» та «Чін». Професор Лю і професор Ху зробили великий внесок у китайську герпетологію і заснували Герпетологічний музей в Інституті біології Ченду Китайської академії наук (CIB). Під час польових досліджень в горах Емейшань професор Лю і професор Ху знайшли першу пару екземплярів цього виду. Крім того, на основі польових спостережень з 1938 по 1940 рік, професор Лю опублікував детальну історію життя цього нового виду під назвою «Staurois chunganensis» (Liu 1941), а зразки, зібрані професором Лю, досі зберігаються в CIB.

## Поширення
Ендемік Китаю. Поширений в провінції Сичуань.

## Опис
Має помірний розмір тіла, 35,3−39,2 мм у самців, і 50,5−54,4 мм у самиць. Вид поєднує такі ознаки: чітка барабанна стінка, більша за половину діаметра ока; невеликий зубоподібний виступ на передньомедіальному краю нижньої щелепи; окружна борозенка на всіх пальцях; білі горбки на спинному боці задньої частини тіла в обох статей; чіткі горбки на тильній стороні стегна і білі остисті горбки на тильній стороні гомілкової кістки в обох статей; білі горбки на задній ділянці барабанної кістки у самців; перетинка пальця стопи, що досягає диска шкірною бахромою на внутрішній стороні другого пальця; наявні сошкові зуби; поперечні смуги на зовнішній стороні кінцівок; зовнішні голосові мішки у самців.